# Oulad Delim
Les Oulad Delim (en arabe : أولاد دليم) sont un groupement tribal arabe issu des Banu Hassan, une branche des Banu Maqil. Ils vivent dans la région de Dakhla-Oued Ed-Dahab dans le Sahara occidental, mais aussi dans la partie nord du Maroc dans les régions de Rabat, de Marrakech, de Sidi Kacem et d'El Jadida, où leurs ancêtres ont reçu des terres des sultans en leur qualité de tribu Guich du Maroc, ainsi qu'en Mauritanie dans la région entre Nouadhibou et Idjil.
Ils sont traditionnellement nomades, éleveurs de chameaux. Ils ont résisté aux incursions européennes du XIXe siècle, mais après la colonisation espagnole, de nombreux Oulad Delim ont rejoint les Tropas Nómadas ainsi que d'autres forces auxiliaires espagnoles.

## Histoire
Originellement, c'est l'une des seules tribus du Maroc et de Mauritanie étant reconnue par unanimité comme arabe himyarite.
Léon l'Africain disait au début du XVIe siècle: « Les Delim habitent le désert de Libye (il appelait ainsi le Sahara) avec les Zenaga, peuple africain. Ils ne possèdent aucun bien ni aucun tribut, ce qui les maintient dans une grande pauvreté et les oblige au brigandage. Ils montent souvent jusqu'au Drâa pour échanger leur bétail avec des dattes. Ils sont peu disciplinés. Ils sont environ 10.000 personnes, dont 400 ont des chevaux et les autres marchent à pied ».
Lors de l'expansion coloniale espagnol au Rio del Oro, les Ouled Delim s'illustreront dans des actes de pillages et de résistance acharnée face aux espagnols pendant 10 ans. La ville de Villa Cisneros sera attaquée et capturée près de 4 fois par les Ouled Delim.
En 1932, les Oulad Delim partent se battre dans le Trarza et se rallient à Mohamed al-Mamoun. Le 19 août, ils attaquent une colonie française du Trarza à une soixantaine de kilomètres de Nouakchott, qu'ils détruisent,.

## Composition tribale
Le groupement tribal des Oulad Delim comprend cinq fractions :
- - Loukeïdat
  - Oulad Kheliga
  - Oulad Tegueddi
  - Oulad Ba Amar
  - Srahna

Et deux autres fractions qui leur sont apparentées au Mauritiane 
- - Oulad Lab  
    - Oulad Salem

## Personnalités
- Ahmed Dlimi : Général des  Forces Armées Royales marocaines[9].
- Ahmed Ould Sid Ahmed Ould Mishnan : Cheikh des Oulad Dlim